# Rhamnus cornifolius
Rhamnus cornifolius är en brakvedsväxtart som beskrevs av Pierre Edmond Boissier och Hohen.. Rhamnus cornifolius ingår i släktet getaplar, och familjen brakvedsväxter. Inga underarter finns listade i Catalogue of Life.